# إيفالد شتادلر
إيفالد شتادلر (بالألمانية: Ewald Stadler) (و. 1961  م) هو محامي، وسياسي نمساوي، هو عضوٌ في حزب الحرية النمساوي.

## مناصب
تولى منصب عضو في البرلمان الأوروبي (7 ديسمبر 2011–30 يونيو 2014)
- عضو المجلس الوطني للنمسا.

## التعليم
تعلم في جامعة إنسبروك.